# Dani Díaz
Daniel "Dani" Díaz, né le 22 juin 2006 à Torrelavega en Espagne, est un footballeur espagnol qui évolue au poste d'ailier droit à la Real Sociedad.

## Biographie

### En club
Né à Torrelavega en Espagne, Dani Díaz est notamment formé par le Racing de Santander avant de rejoindre en 2020 la Real Sociedad, où il poursuit sa formation. Avec l'équipe de Juvenil A du club il se montre à son avantage en étant notamment le meilleur buteur de son équipe avec quinze buts lors de la saison 2022-2023. Toutefois, une grave blessure au genou met un terme à sa saison et le tient éloigné des terrains pendant plusieurs mois. Díaz fait son retour à la compétition en février 2024, dix mois après sa dernière apparition.
Díaz joue son premier match avec l'équipe première de la Real Sociedad le 29 mars 2025, lors d'une rencontre de Liga face au Real Valladolid. Il entre en jeu lors de ce match remporté par son équipe (2-1 score final),.

### En sélection
Dani Díaz est convoqué avec l'équipe d'Espagne des moins de 19 ans pour participer au Championnat d'Europe des moins de 19 ans en 2024. Après avoir battu l'Italie, l'Espagne atteint la finale de la compétition. Le 28 juillet 2024, lors de la finale face à la France, les Espagnols s'imposent par deux buts à zéro, et remportent ainsi la compétition,.

## Palmarès

### En sélection
Espagne -19 ans
- Championnat d'Europe
  - Vainqueur en 2024
  - Finaliste en 2025